# William Snawsell
William Snawsell (1415 - 1493/94/95) foi um ourives e prefeito de York, que representou York no Parlamento de 1470-71.
Snawsell era filho de William Snawsell, um ourives, e tornou-se um homem livre de York em 1436, quando atingiu a maioridade. Ele casou-se com Jane Thweng, filha de John Thweng de Heworth, e trabalhou como ourives e cunhador. Em algum momento ele foi mestre da casa da moeda em York.
Tornou-se camarista da cidade em 1459, xerife em 1464-65, prefeito e vereador em 1468. Quando o parlamento de Lancastriano foi convocado em outubro de 1470 após o retorno de Henrique VI ao poder, Smith foi nomeado um dos burgueses da cidade. Em 1471, ele recebeu um perdão geral juntamente com outros membros do Parlamento. Este foi o quarto perdão que ele recebeu desde o ano de 1458.
Ele parece ter permanecido um vereador da cidade; em 1476 foi multado por se retirar do Conselho e em 1492 renunciou ao cargo devido ao empobrecimento e doença. Ele morreu em algum momento entre setembro de 1493 e janeiro de 1495.